# Theodor Bergmann (Fußballspieler)
Theodor Bergmann (* 8. November 1996 in Bad Langensalza) ist ein deutscher Fußballspieler, welcher meist im zentralen Mittelfeld eingesetzt wird.

## Karriere
Nachdem Theodor Bergmann in der Jugend des FC Rot-Weiß Erfurt ausgebildet wurde, stieg er 2015 in die erste Mannschaft des Vereins auf, wurde aber auch in der zweiten Mannschaft in der NOFV-Oberliga Süd eingesetzt. Sein Debüt in der 2. Mannschaft gab er am 16. August 2015 bei der 0:1-Niederlage beim 1. FC Lokomotive Leipzig. Am 28. Februar 2016 erzielte er in der 60. Minute das zwischenzeitliche 2:2 im Spiel gegen den FSV Barleben. Trotz seines Premierentors ging die Partie mit 3:4 verloren.
Am 24. Juli 2015 wurde Bergmann erstmals von Trainer Christian Preußer in der 3. Liga eingesetzt. Bei der 1:2-Niederlage gegen den 1. FC Magdeburg wurde er in der 67. Minute für Pablo Pigl eingewechselt. Sein erstes Tor erzielte er am 38. und letzten Spieltag der Saison beim 3:0-Auswärtssieg bei Holstein Kiel.
Nach dem Abstieg von Rot-Weiß Erfurt wechselte Bergmann zum 1. Juli 2018 ablösefrei zum 1. FC Kaiserslautern, ebenfalls in die 3. Liga.
Sein erstes Pflichtspiel für den FCK absolvierte er am 6. Spieltag beim 1:1 gegen den FSV Zwickau, bei dem er in der Startelf stand. Am darauffolgenden Spieltag wurde er beim 3:3-Unentschieden gegen Fortuna Köln zur zweiten Halbzeit für Julius Biada eingewechselt und erzielte in der 88. Spielminute das zwischenzeitliche 3:2 per direktem Freistoß. Bergmann kam auch in der 2. Mannschaft vom FC Kaiserslautern in der Oberliga Rheinland-Pfalz/Saar zum Einsatz.
2020 wechselte Bergmann zu Carl Zeiss Jena in die Regionalliga Nordost. Im gleichen Jahr wurde er in der ersten Runde des DFB-Pokals gegen den Bundesligisten Werder Bremen eingesetzt. Im Januar 2022 gab Carl Zeiss Jena bekannt, dass man sich von Bergmann getrennt habe. Hintergrund waren wohl Unregelmäßigkeiten bei seinem COVID-19-Impfnachweis.

## Familie
Der Bruder von Theodor, Johannes Bergmann, ist ebenfalls Fußballspieler und spielt seit 2014 beim FSV Wacker 90 Nordhausen.

## Erfolge
- Thüringer Landespokalsieger: 2016/17 mit dem FC Rot-Weiß Erfurt